# Eintracht Braunschweig
Eintracht Braunschweig, egentligen Braunschweiger Turn- und Sportverein Eintracht von 1895, känd som die Löwen, är en fotbollsklubb i Braunschweig, Tyskland, grundad 1895.

## Historia
Braunschweig är en av Tysklands äldsta fotbollsstäder och vissa gör gällande att Braunschweig är hela den tyska fotbollens födelsestad. I Braunschweig fick fotbollen precis som i övriga Tyskland sitt första uppsving under 1890-talet. 1895 grundades Eintracht ("endräkt") som Cricket- und Fussball-Club Eintracht Braunschweig. Klubben fick positivt inflytande genom Johannes Runge som var en stor idrottsledare i området. Runge skapade bland annat fotbollsförbundet i Braunschweig och Eintracht började med seriespel. Klubbens första stora framgång kom 1908 då man blev nordtyska mästare. Klubbens framfart visades också genom att man snabbt fick tre landslagsspelare. Under tiden hann man också att byta namn till FC Eintracht von 1895 e.V..

### Omstart 1945
Eintracht Braunschweigs tvångsupplöstes precis som alla andra klubbar i samband med krigsslutet. I Braunschweig var det britterna som var ockupationsmakt. I november 1945 kunde klubben återstarta som TSV Braunschweig och 1947 var man med och startade Oberliga Nord som var den regionala högstaligan. 1949 tog man så tillbaka det ursprungliga namnet Eintracht Braunschweig. Samma år drabbades klubben av en tragedi då målvakten Fähland dog efter en olycklig sammanstötning under match.
Under 1950-talet tog man tillbaka sin roll som ett av de ledande lagen i det som nu blivit delstaten Niedersachsen men hade tuff konkurrens av Hannover 96. Eintracht var ett stabilt lag i högstaserien undantaget en säsong i andradivisionen. 1963 blev man ett av lagen som spelade den allra första Bundesliga-säsongen. Eintracht spelade 1-1 i sin första Bundesliga-match sedan Klaus Gerwien kvitterat mot 1860 München på bortaplan till slutresultatet 1-1.

### Tyska mästare
Eintracht Braunschweig bästa period var utan tvekan under 1960-talet då klubben spelade i Bundesliga och i slutet avancerade till toppen. Eintracht hade flera landslagsspelare där anfallaren Lothar Ulsass och målvakten Horst Wolter gjorde flest landskamper. Wolter spelade för Västtyskland i VM i fotboll 1970:s bronsmatch. 1967 var Eintrachts allra största år då man blev tyska mästare. Laget med bland andra profilerna Joachim Bäse, Klaus Gerwien och redan nämnda Ulsass och Wolter lyckades vinna framför storlagen från Köln, Dortmund och München. Tränaren Helmut Johanssen skapade ett lag som är historiskt med minst antal mål för ett mästarlag. Spel i Europacupen för mästarlag följde där Eintracht pressade italienska storlaget Juventus till en tredje avgörande match i kvartsfinalen. 

### Nya satsningar - och degraderingar
Eintracht satsade under 1970-talet men hade svårt att hänga med. 1973 års tröjreklam kunde inte hindra degraderingen efter 10 år i Bundesliga. Eintracht kunde redan efter ett år komma tillbaka till Bundesliga. Man ville satsa för att få fram ett nytt slagkraftigt lag och 1977 års värvning av storstjärnan Paul Breitner från Real Madrid tillhör Bundesligas mest sensationella. Det bästa resultatet hade då kommit under våren då Eintracht slutade på en tredjeplats i Bundesliga. 1980 åkte laget på nytt ur Bundesliga men kunde återigen ta sig tillbaka direkt. Kända spelare vid den här tiden var bland andra Bernd Franke (målvaktsreserv i västtyska landslaget) och den svenske landslagsbacken Hasse Borg. 1985 åkte Braunschweig åter ur och kom tillbaka 2013  

### 2. Bundesliga och Regionalliga
1987 åkte Braunschweig även ur 2. Bundesliga och spelade i Regionalliga innan man efter ett år åter kom upp i 2. Bundesliga. 1993 åkte man ur igen och stannade fram tills 2002 då man åter var klara för spel i 2. Bundesliga. Det är tydligt att Eintracht Braunschweigs nedgång skett samtidigt som närbelägna Wolfsburg med hjälp av Volkswagen växt fram som regionens nya storlag. Eintracht Braunschweigs starka traditioner och det faktum att klubben till skillnad från Wolfsburg blivit tyska mästare gör att die Löwen behållit en stark ställning i området. Under tiden i Regionalliga har man haft betydligt flera åskådare än brukligt.

## Matchställ
Eintracht Braunschweigs matchställ är ett av de mest klassiska i Tyskland. 1973 blev Eintracht Braunschweig det första laget med tröjreklam vilket skapade stor uppståndelse. Jägermeister var sponsor under alla år då företagets ledare Günter Mast även var Eintrachts stora ledare (bland annat president 1983–1985). Eintracht säljer numera en retroversion av den klassiska tröjan. Eintracht har även haft en randig tröja och klubbmärkets utformning har förändrats genom åren. Det klassiska vapnet är ett rött lejon men man har även använt sig av ett svart lejon mot vit bakgrund (1967) och klubbens märke på tröjorna. 

## Kända spelare
- Joachim Bäse
- Paul Breitner
- Bernd Dörfel
- Wolfgang Dremmler
- Lutz Eigendorf
- Bernd Franke
- Klaus Gerwien
- Wolfgang Grobe
- Otto Harder
- Hasse Borg
- Richard Queck
- Lothar Ulsass
- Horst Wolter
- Jan Tauer
- Christoffer Nyman